# 皮科斯 (皮奧伊州)
皮科斯（葡萄牙語：Picos）是巴西皮奥伊州的一个市镇，位於該國東北部，由皮奧伊州負責管轄，始建於1890年12月12日，面積535平方公里，海拔高度206米，2010年人口73,417，人口密度每平方公里137.23人。